# Orde van de Halve Maan (Turkije)

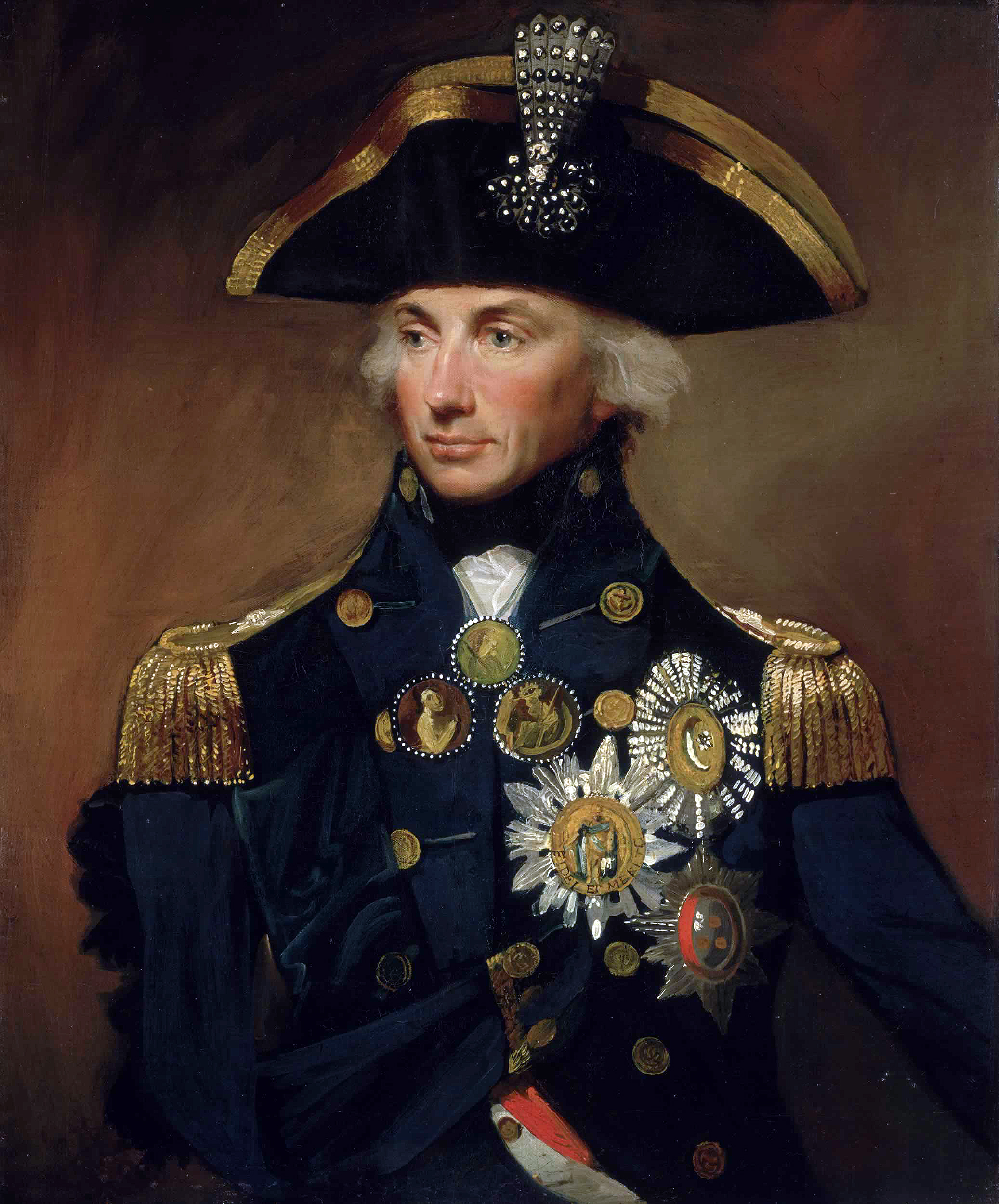
Nelson, geschilderd door Lemuel Francis Abbott. De admiraal draagt de Orde van de Halve Maan bovenaan op de linkerborst

De Orde van de Halve Maan (Turks: "Hilal Nishani") was een ridderorde van het Ottomaanse Rijk. De orde werd in 1799 gesticht door sultan Selim III om de Britse vlootvoogd Horatio Nelson, 1e Burggraaf Nelson, na de overwinning in de slag op de Nijl te kunnen decoreren. De op dat ogenblik bestaande Ottomaanse orden waren voor moslims gereserveerd.
De publicaties over deze orde - men kan zich overigens afvragen of de sultan een orde heeft willen stichten - spreken elkaar tegen. Men bestrijdt dat het om een orde zou gaan omdat er geen statuten zijn gevonden. De een schrijft dat de orde een enkele rang had en anderen maken melding van meerdere graden. In een aantal bronnen worden meerdere ridders, soms drie, soms wel vijftig, genoemd terwijl anderen stellen dat Nelson de enige drager van deze ster zou zijn geweest.

## De "Orde van de Halve Maan"
Bij Gustav Adolph Ackermann worden Mennonius en Sansovino geciteerd die al in de 16e eeuw over een "Orde van de Halve Maan" spraken en zich afvroegen of een "man die een Turkse halve maan verleend kreeg wel als een werkelijke ridder kon gelden".
"Nelson was in 1799 de eerste drager van deze ster" volgens het National Maritime Museum in Greenwich.
Ook Megan C. Robertson laat de orde in 1799 instellen.
Een andere bron laat de sultan de orde in augustus 1799 speciaal voor Nelson instellen. Het is dan alleen een juweel in de vorm van een ster.
De overwinning op de achtergebleven Franse troepen in Egypte door de Britse generaals Abercromby en Hutchinson in 1801 en de belangrijke bijdrage door de marine onder admiraal Lord Keith brachten de sultan ertoe om de orde uit te breiden tot twee klassen. Lord Hutchinson, generaal-majoor Eyre Coote, Lord Keith, Richard Bickerton en anderen ontvingen de eerste klasse en een groot aantal Britse officieren ontving de tweede klasse.
De eerste klasse bestond uit een ovaal medaillon met een halve maan en een ster op een veld van azuurblauw. Het geheel met diamanten versierd. Het lint is rood. Men droeg de medaille aan een lint om de hals. De zilveren geborduurde ster had de vorm van een zon. Het verloren gegane kleinood van Nelson had een rood geëmailleerde gouden ondergrond maar de ster die hij op de borst droeg had een blauw medaillon.

De tweede klasse droeg een eenvoudiger en kleiner medaillon zonder edelstenen. Het lint is smaller en wordt als een grootlint over de rechterschouder gedragen zodat het medaillon op de linkerheup rust. Er is voor deze IIe klasse geen ster voorzien.
Tim Teezer laat de orde in 1799 instellen en spreekt van "bronnen" die een na 1800 ingestelde IIe en IIIe klasse noemen. Deze klassen zouden aan "een paar officieren" zijn verleend. Teezer vermoedt dat men de gouden uitvoering van de Egypte Medaille, een campagnemedaille, met deze orde heeft verwisseld en dat er in ieder geval een, en misschien drie, benoemingen waren. De andere twee zouden premier Pitt (volgens een enkele bron) en generaal Hugh Baird, KCB zijn geweest.
Het versiersel was volgens Teezer een diamanten juweel met maan en ster. Hij vermoedt dat er ofwel een roomkleurig of geel, of een rood of geen lint was en dat in dat laatste geval het juweel op de borst werd vastgenaaid.
Hugh Bairds juweel werd aan het begin van de 21ste eeuw geveild door Dix Noonan Webb auctioneers. Het kostbare juweel heeft een sluiting als een broche maar kan ook aan een lint worden gedragen.
De Turkse sultan Selim III zond de Engelse admiraal Nelson na zijn glorieuze overwinning bij Abukir on 1799 een kostbare met diamanten bezette halve maan. Deze droeg het juweel en noemde zich Ridder in de Orde van de Halve Maan. Dat bracht de sultan ertoe om in 1801 ook werkelijk een orde van de Halve Maan te stichten. Die wordt echter alleen aan vooraanstaande buitenlanders die het islamitische geloof niet aanhangen verleend omdat een soera in de Koran het dragen van dergelijke symbolen verbiedt. Deze lezing wordt bevestigd door andere bronnen waaronder de Encyclopedia Britannica van 1911.
De Duitse Brockhaus schreef dat de Turkse sultan Selim III de Engelse admiraal Nelson na zijn glorieuze overwinning bij Abukir in 1799 een kostbare met diamanten bezette halve maan zond. "Deze droeg het juweel en noemde zich Ridder in de Orde van de Halve Maan. Dat bracht de sultan ertoe om in 1801 ook werkelijk een orde van de Halve Maan te stichten. Die wordt echter alleen aan vooraanstaande buitenlanders die het mohammedaanse geloof niet aanhangen verleend omdat een soera in de Koran het dragen van dergelijke symbolen verbiedt".
Gustav Adolph Ackermann noemt ook de Franse generaal en ambassadeur Sebastiani die in 1807 een Orde van de Halve Maan ontving omdat hij Constantinopel tegen de Fransen zou hebben beschermd. Ackerman vermeldt dat de Sultan in 1800 achthonderd Engelse officieren heeft onderscheiden met deze orde en dat ook Emma Hamilton de orde kreeg.

## Nelsons Orde van de Halve Maan
Nelson ontving zijn insignia, samen met een chelengk, een juweel, en andere kostbare geschenken zoals bont, kleding en ingelegde wapens in november 1799.
Nelson was zo trots op zijn ster dat hij stoffen uitvoeringen op zijn uniformen liet naaien. Het met diamanten versierde kleinood was te kostbaar en te kwetsbaar om steeds te dragen. Het was in de 18e en in de eerste helft van de 19e eeuw gebruikelijk dat men sterren liet borduren van zilver- en gouddraad.
Op 9 april 1801 stond hij erop dat de decoratie in de bepalingen van de Deense capitulatie achter zijn naam vermeld zou worden. Hij heeft de op 20 maart 1802 bekomen toestemming om de ster te dragen niet afgewacht.
In de daaropvolgende eeuw waren volgens sommige bronnen marineofficieren van de Franse en Britse krijgsmacht de meest talrijke groep ridders in deze orde. Opvallend is dat op portretten van Nelson, maar ook op het bewaard gebleven uniform dat hij tijdens de slag bij Trafalgar droeg, de ovale geborduurde ster met een azuurblauw medaillon op de kop is vastgenaaid. Hij was niet de enige; ook op het portret van generaal Sebastiani lijkt de ster op de kop te zijn bevestigd.
De orde had één enkele graad en het versiersel was een ovale ster met een maan en een ster. Er is geen lint. In de vroege 19e eeuw werden de sterren geborduurd.

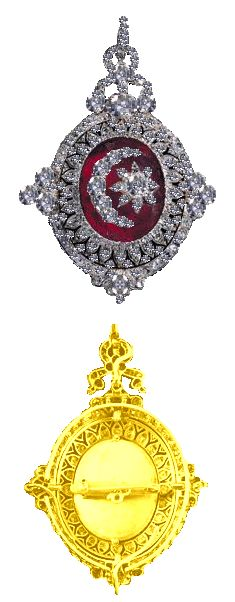
De keerzijde laat zien dat het juweel kon worden opgespeld en ook aan een lint aan de ring kon worden gedragen.

Andere bronnen noemen meerdere graden.
- Ridder der Eerste Klasse

Zij droegen het kleinood aan een rood lint om de hals en de ovale ster.
- Ridder der Tweede Klasse

Zij droegen een eenvoudig kleinood, zonder edelstenen of zilveren stralen aan een lint over de schouder op de tegenoverliggende heup. Zij droegen geen ster.

## Enige ridders
- Horatio Nelson, in 1799 geridderd door Selim III
- Charles Marsh Schomberg, in 1801 geridderd door Selim III
- Sébastiani de La Porta, in 1807 geridderd door Mustafa IV

De Engelse Wikipedia noemt ook nog
- Lord Hutchinson, Ridder Ie Klasse, geridderd door Selim III
- Major General Sir Eyre Coote, Ridder Ie Klasse, geridderd door Selim III
- Lord Keith, Ridder Ie Klasse, geridderd door Selim III
- Sir Richard Bickerton, Ridder Ie Klasse, geridderd door Selim III